# デバブラタ・ロイ
デバブラタ・ロイ（Debabrata Roy, 1986年11月4日 - ）は、インドのサッカー選手。西ベンガル州コルカタ出身。ポジションはディフェンダー。

## 所属クラブ
- マヒンドラ・ユナイテッド　2004-2005
- イースト・ベンガルFC 2005-2009
  -  ユナイテッドSC 2009（期限付き移籍）
- マヒンドラ・ユナイテッド 2009-2010
- デンポSC　2010-2014
  -  FCゴア 2014（期限付き移籍）
- FCゴア 2015-2017
  -  チェンナイシティFC 2017（期限付き移籍）
- モフン・バガン・スーパー・ジャイアント 2017-